# April Phumo
April Phumo (ur. 1937, zm. 27 listopada 2011) – południowoafrykański trener piłkarski, w 2004 roku selekcjoner reprezentacji tego kraju.

## Kariera trenerska
Na początku 2004 roku Phumo został mianowany tymczasowym selekcjonerem reprezentacji Republiki Południowej Afryki. Zastąpił zwolnionego Ephraima Mashabę, którego był asystentem i poprowadził drużynę w Pucharze Narodów Afryki 2004. W czerwcu został zastąpiony przez Anglika Stuarta Baxtera. W swojej karierze prowadził również takie zespoły jak: Ria Stars, Bloemfontein Celtic i United Kroonstad.